# 西畔
西畔，是臺灣彰化縣溪州鄉的一個地名，位於該鄉北部。相較於今日行政區，其範圍大致包括溪畔村西南大半部不含西部南側邊界地帶、柑園村東北部向西北凸出部分及西北部不含西北角邊界地帶。

## 歷史
台灣清治末期至日治初期，西畔地區為一街庄，稱為「西畔庄」，隸屬於東螺東堡。該庄東北與北斗庄為鄰，東南與下霸庄為鄰，西南邊為過溪仔庄，西北邊為圳藔庄。。
1901年（日治明治三十四年）11月，全台廢縣廳改設二十廳，該庄隸屬於彰化廳。1903年（明治三十六年）6月，該庄編入「下霸區」，隸屬於彰化廳。1909年（明治四十二年）10月，合併二十廳為十二廳，下霸區改隸屬於臺中廳。1920年（大正九年），廢廳、支廳、區、街庄（舊制）改設州、郡、街庄（新制）、大字，該庄改制為「西畔」大字，隸屬於臺中州北斗郡溪州庄。
戰後溪州庄改制為溪州鄉，隸屬於臺中縣，大字亦改制為村。1950年10月，中、彰、投分治，溪州鄉改隸屬彰化縣。

## 聚落
本地區發展較早的聚落有石塔、西畔、塗角厝等，在日治期初期的官方地圖上已有記載。此外，本地區尚有溪底聚落。

## 交通
縣道152號（溪下路三段～一段）是大城鄉公館至名間的道路，大致以西北西—東南東走向轉西北—東南走向經過本地區中部偏南地帶。由該道路向西北西可前往溪州市區、埤頭南部、竹塘、大城並止於省道台17線路口，向東南可前往二水、名間並止於省道台3線路口。
鄉道彰99線（過溪路）是田中至潮洋厝的道路，大致以東向西經過本地區南部。由該道路向東轉東北可前往下霸、東北斗東南部、大新、田中市區並止於縣道150號（員集路二段）路口，向西可前往圳寮東南部、潮洋厝並止於鄉道彰101線路口。
鄉道彰107線（西斗路、溪下路一段、下柑路）是七星至柑子園的道路，大致以北北西—南南東走向由本地區西部邊界北側入境後，轉東南再轉南南東，經鄉道108線起點路口後轉西南再轉南至縣道152號路口，轉東南與其共線一小段路後，轉西南獨行過橋後轉南南東至本地區東部邊界中央偏南，轉西南沿邊界而行，轉南南西再轉東南東出境。由該道路向北北西可前往圳寮東北端、東北斗西南端、西北斗中部偏南地帶並止於鄉道彰101線路口，向東南東可前往下霸西南部並止於鄉道彰99線路口。
鄉道彰108線（中西路一段）是西畔至沙仔崙的道路，其西南側端點位於本地區中部的鄉道彰107線路口。由此向東南東轉東北東繞大彎再轉東南東，至本地區東部邊界中央偏北地帶轉北北東再轉東北沿邊界蜿蜒而行，出境後可前往下霸西北端、東北斗、大新西部田中工業區北側（今屬田中鎮沙崙里）並止於鄉道彰99線路口。